# Prakasam (distrikt)
Prakasam (telugu: ప్రకాశం జిల్లా) er et distrikt i den indiske delstat Andhra Pradesh. Distriktets hovedstad er Ongole.

## Demografi
Ved folketællingen i 2011 var der 3.392.764 indbyggere i distriktet, mod 3,059,423 i 2001. Den urbane befolkningen udgør 19,52 % af befolkningen.
Børn i alderen 0 til 6 år udgjorde 10,62 % i 2011 mod 12,73 % i 2001. Antallet af piger i den alder per tusinde drenge er 932 i 2011 mod 955 i 2001.

## Inddelinger

### Mandaler
I Andhra Pradesh er mandal det tredje administrative niveau, under staten og distrikterne. Prakasam distrikt har 56 mandaler.
1. Addanki
2. Ardhaveedu
3. Ballikuruva
4. Bestavaripeta
5. Chadrasekara Puram
6. Chimakurthi
7. Chinaganjam
8. Chirala
9. Cumbum
10. Darsi
11. Donakonda
12. Dornala
13. Giddaluru
14. Gudluru
15. Hanumanthunipadu
16. Inkollu
17. Janakavaram Panguluru
18. Kandukur
19. Kanigiri
20. Karamchedu
21. Komarolu
22. Konakanamitla
23. Kondapi
24. Korisapadu
25. Kothapatnam
26. Kurichedu
27. Lingasamudram
28. Maddipadu
29. Markapur
30. Marripudi
31. Martur
32. Mundlamuru
33. Naguluppalapadu
34. Ongole
35. Pamur
36. Parchur
37. Pedaaraveedu
38. Pedacherlopalle
39. Podili
40. Ponnaluru
41. Pullalacheruvu
42. Racherla
43. Santhamaguluru
44. Santhanuthlapadu
45. Singarayakonda
46. Tangutur
47. Tarlapadu
48. Thallur
49. Tripuranthakam
50. Ulavapadu
51. Veligandla
52. Vetapalem
53. Voletivaripalem
54. Yeddanapudi
55. Yerragondapalem
56. Zarugumilli